# Михаил Глебович
Михаи́л Гле́бович (1263—1293) — князь Белозерский (1278—1279, 1286—1293).

## Биография
Сын Белозерского и Ростовского князя Глеба Васильковича и дочери монгольского хана Сартака, в крещении Феодоры Сартаковны (подлинное имя неизвестно). Прапраправнук Чингисхана.
В 1277 году принимал участие в походе хана Менгу-Тимура на кавказских ясов, а в июле следующего года женился на неизвестной по имени дочери Ярославского князя Фёдора Ростиславовича, в стольном городе которого справлялась и свадьба при многочисленном стечении князей и бояр. В начале октября 1279 года ходил с тестем помогать татарам, воевавшим в Болгарии с самозванцем Лаханом, который выдавал себя за посланника Божия, пришедшего для освобождения от монгольского ига.

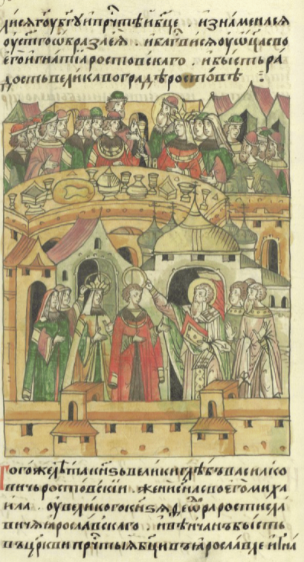
Венчание Михаила

Заняв после смерти отца Белозерский удел, князь Михаил пробыл в нём очень недолго, так как двоюродный брат его князь Ростовский Дмитрий Борисович, воспользовавшись малолетством Михаила, отнял у него удел «со грехом и неправдой великою» в 1279 году. Изгнанный из удела, князь Михаил скитался неизвестно где и только в 1286 году, при дележе Ростовского княжества между Дмитрием и Константином Борисовичами ему вновь был предоставлен Белозерский удел.
В 1292 году он принял участие в интригах князя Городецкого Андрея Александровича против брата его, великого князя Дмитрия; вместе с другими князьями он ездил в следующем году в Орду и там клеветал на последнего хану. В Орде летом того же года он и скончался, а погребён был в Ростовском Успенском соборе.
Жена — младшая дочь князя Ярославского Фёдора Ростиславича Чёрного.
У Михаила было три сына: Фёдор и Роман, правившие после него, и Василий, служивший Московскому князю (отсутствует в некоторых родословных).

## Источник
- Виноградов. А. Ростовские и Белозерские удельные князья // Русский биографический словарь : в 25 томах. — СПб.—М., 1896—1918.
- Михаил Глебович // Новый энциклопедический словарь: В 48 томах (вышло 29 томов). — СПб., Петроград, 1911—1916.